# Deutsche Freie-Partie-Meisterschaft 1977/78

Veranstaltungsort: Wiesbaden

Die Deutsche Freie-Partie-Meisterschaft 1977/78 ist eine Billard-Turnierserie und fand vom 21. bis zum 23. April 1978 in Wiesbaden zum 18. Mal statt.

## Geschichte
In Wiesbaden fand zum letzten Mal eine Deutsche Meisterschaft in der Freien Partie in der klassischen Distanz von 500 Punkten statt. Und es wurde ein bis zum Schluss spannendes Turnier. Vor dem letzten Durchgang waren Klaus Hose und Dieter Wirtz punktgleich an der Tabellenspitze und trafen aufeinander. Hose gewann den Bandenentscheid und ließ Wirtz beginnen. Dieser spielte eine perfekte Partie und beendete das Match in der ersten Aufnahme. Hose hatte aber noch den Nachstoß und musste mindestens 241 Punkte erzielen um aufgrund des Durchschnittes sicher an Wirtz vorbeizuziehen. Nach anfänglichen Schwierigkeiten bekam er aber die Bälle unter Kontrolle und spielte die 500 Punkte ebenfalls sicher ins Ziel. Damit holte sich der Bochumer seinen sechsten Titel in der Freien Partie. Ganz stark präsentierte sich der Nachwuchs in Wiesbaden. Der erst 20-jährige Norbert Ohagen aus Essen wurde hervorragender Dritter vor dem 23-jährigen Velberter Thomas Wildförster. Platz fünf belegte der 24-jährige Wolfgang Zenkner aus München.

## Modus
Gespielt wurde in zwei Gruppen à 5 Spieler im Round-Robin-Modus bis 500 Punkte. Die drei Gruppenbesten kamen in die Zwischenrunde. Alle Ergebnisse wurden für das Endklassement gewertet.
Die Endplatzierung ergab sich aus folgenden Kriterien:
1. Matchpunkte
2. Generaldurchschnitt (GD)
3. Höchstserie (HS)

## Vorrunde
| MP    | Match Points (Sieger = 2; Unentschieden = 1; Verlierer = 0) |
| Pkte. | Erzielte Karambolagen                                       |
| Aufn. | Benötigte Versuche                                          |
| GD    | Generaldurchschnitt                                         |
| BED   | Bester Einzeldurchschnitt eines Spielers                    |
| HS    | Höchstserie                                                 |
|       | Bester GD des Turniers                                      |
|       | Bester ED des Turniers                                      |
|       | Beste HS des Turniers                                       |
|       | 1. Platz (Gold)                                             |
|       | 2. Platz (Silber)                                           |
|       | 3. Platz (Bronze)                                           |

| Gruppe 1                   | Gruppe 1                      | Gruppe 1 | Gruppe 1 | Gruppe 1 | Gruppe 1 | Gruppe 1 | Gruppe 1 |
| Platz                      | Name                          | MP       | Pkte.    | Aufn.    | GD       | BED      | HS       |
| -------------------------- | ----------------------------- | -------- | -------- | -------- | -------- | -------- | -------- |
| 1                          | Klaus Hose (Bochum)           | 8:0      | 2000     | 14       | 142,85   | 500,00   | 500      |
| 2                          | Paul Kimmeskamp (Bochum)      | 5:3      | 1504     | 15       | 100,26   | 250,00   | 380      |
| 3                          | Wolfgang Zenkner (München)    | 5:3      | 1880     | 21       | 89,52    | 100,00   | 403      |
| 4                          | Werner Naruhn (Gelsenkirchen) | 2:6      | 798      | 18       | 44,33    | 55,55    | 253      |
| 5                          | Franz Wolf (Köln)             | 0:8      | 257      | 34       | 7,55     | -        | 50       |
| Gruppendurchschnitt: 63,12 |                               |          |          |          |          |          |          |

| Gruppe 2                   | Gruppe 2                      | Gruppe 2 | Gruppe 2 | Gruppe 2 | Gruppe 2 | Gruppe 2 | Gruppe 2 |
| Platz                      | Name                          | MP       | Pkte.    | Aufn.    | GD       | BED      | HS       |
| -------------------------- | ----------------------------- | -------- | -------- | -------- | -------- | -------- | -------- |
| 1                          | Dieter Wirtz (Düsseldorf) (*) | 6:2      | 1058     | 11       | 96,18    | 500,00   | 500      |
| 2                          | Norbert Ohagen (Velbert)      | 6:2      | 1732     | 22       | 78,72    | 166,66   | 488      |
| 3                          | Thomas Wildförster (Velbert)  | 5:3      | 1835     | 19       | 96,57    | 166,66   | 342      |
| 4                          | Peter Sporer (München)        | 3:5      | 1391     | 17       | 81,82    | 166,66   | 231      |
| 5                          | Otto Wallraf (Köln)           | 0:8      | 335      | 15       | 22,33    | -        | 240      |
| Gruppendurchschnitt: 75,60 |                               |          |          |          |          |          |          |

(*) Anmerkung: Dieter Wirtz hat die Partie gegen Peter Sporer kampflos gewonnen.

## Endrunde
| Name               | MP  | Pkte. | Aufn. | GD     | BED    | HS  |
| ------------------ | --- | ----- | ----- | ------ | ------ | --- |
| Norbert Ohagen     | 2:0 | 500   | 3     | 166,66 | 166,66 | 454 |
| Paul Kimmeskamp    | 0:2 | 22    | 3     | 7,33   | -      | 19  |
|                    |     |       |       |        |        |     |
| Dieter Wirtz       | 2:0 | 500   | 1     | 500,00 | 500,00 | 500 |
| Wolfgang Zenkner   | 0:2 | 221   | 1     | 221,00 | -      | 221 |
|                    |     |       |       |        |        |     |
| Klaus Hose         | 2:0 | 500   | 3     | 166,66 | 166,66 | 492 |
| Thomas Wildförster | 0:2 | 111   | 3     | 37,00  | -      | 111 |

| Name               | MP  | Pkte. | Aufn. | GD     | BED    | HS  |
| ------------------ | --- | ----- | ----- | ------ | ------ | --- |
| Wolfgang Zenkner   | 0:2 | 101   | 4     | 25,25  | -      | 79  |
| Thomas Wildförster | 2:0 | 500   | 4     | 125,00 | 125,00 | 494 |
|                    |     |       |       |        |        |     |
| Dieter Wirtz       | 2:0 | 500   | 2     | 250,00 | 250,00 | 295 |
| Paul Kimmeskamp    | 0:2 | 477   | 2     | 238,50 | -      | 462 |
|                    |     |       |       |        |        |     |
| Klaus Hose         | 2:0 | 500   | 1     | 500,00 | 500,00 | 500 |
| Norbert Ohagen     | 0:2 | 0     | 1     | 0,00   | -      | 0   |

| Name               | MP  | Pkte. | Aufn. | GD     | BED    | HS  |
| ------------------ | --- | ----- | ----- | ------ | ------ | --- |
| Thomas Wildförster | 2:0 | 500   | 5     | 100,00 | 100,00 | 460 |
| Paul Kimmeskamp    | 0:2 | 111   | 5     | 22,20  | -      | 103 |
|                    |     |       |       |        |        |     |
| Norbert Ohagen     | 2:0 | 500   | 2     | 250,00 | 250,00 | 466 |
| Wolfgang Zenkner   | 0:2 | 121   | 2     | 60,50  | -      | 119 |
|                    |     |       |       |        |        |     |
| Klaus Hose         | 1:1 | 500   | 1     | 500,00 | 500,00 | 500 |
| Dieter Wirtz       | 1:1 | 500   | 1     | 500,00 | 500,00 | 500 |

## Abschlusstabelle nach der Endrunde
| Endklassement              | Endklassement                 | Endklassement | Endklassement | Endklassement | Endklassement | Endklassement | Endklassement |
| Platz                      | Name                          | MP            | Pkte.         | Aufn.         | GD            | BED           | HS            |
| -------------------------- | ----------------------------- | ------------- | ------------- | ------------- | ------------- | ------------- | ------------- |
| 1                          | Klaus Hose (Bochum)           | 13:1          | 3500          | 19            | 184,21        | 500,00        | 1492          |
| 2                          | Dieter Wirtz (Düsseldorf)     | 11:3          | 2558          | 15            | 170,53        | 500,00        | 1413          |
| 3                          | Norbert Ohagen (Velbert)      | 10:4          | 2732          | 28            | 97,57         | 250,00        | 488           |
| 4                          | Thomas Wildförster (Velbert)  | 9:5           | 2946          | 31            | 95,03         | 166,66        | 494           |
| 5                          | Paul Kimmeskamp (Bochum)      | 5:9           | 2114          | 25            | 84,56         | 250,00        | 462           |
| 6                          | Wolfgang Zenkner (München)    | 5:9           | 2323          | 28            | 82,96         | 100,00        | 403           |
| 7                          | Peter Sporer (München)        | 3:5           | 1391          | 17            | 81,82         | 166,66        | 231           |
| 8                          | Werner Naruhn (Gelsenkirchen) | 2:6           | 798           | 18            | 44,33         | 55,55         | 253           |
| 9                          | Otto Wallraf (Köln)           | 0:8           | 335           | 15            | 22,33         | -             | 240           |
| 10                         | Franz Wolf (Köln)             | 0:8           | 257           | 34            | 7,55          | -             | 50            |
| Turnierdurchschnitt: 82,40 |                               |               |               |               |               |               |               |